# Geoffrey Jackson
Geoffrey Holt Seymour Jackson (4 de marzo de 1915 — 1 de octubre de 1987) fue un diplomático y escritor británico.

## Biografía
Hijo de Marie Cecile Dudley Ryder y Samuel Seymour Jackson.
Estudió en Bolton School y Emmanuel College, Cambridge. Ingresó al Servicio Exterior en 1937; en 1957 fue nombrado Embajador en Honduras. Posteriormente, en 1969 fue nombrado embajador en Uruguay. 
En 1971 fue secuestrado por los guerrilleros del MLN-Tupamaros y sufrió un cautiverio de ocho meses. Tras su liberación retornó a su trabajo en el Servicio Exterior. Tras su retiro diplomático en 1975, trabajó para la BBC. 
Falleció el 1 de octubre de 1987 a los 72 años.

## Obras
- 1972, Geoffrey Jackson; illustrado por George Adamson. The Oven-Bird and Some Others. Londres: Faber. ISBN 0571102018.
- 1973, Geoffrey Jackson. People's Prison.
- 1974, Geoffrey Jackson. Surviving the Long Night.
- 1981, Geoffrey Jackson. Concorde Diplomacy.